# Tsunami (Forse vi ricorderete di noi per canzoni come)
Tsunami (Forse vi ricorderete di noi per canzoni come) è la prima raccolta ufficiale del gruppo musicale italiano gli Eugenio in Via Di Gioia, pubblicata il 31 gennaio 2020. Include materiale dell'EP di debutto e dei primi 3 album in studio, con l'aggiunta di alcuni singoli.

## Tracce
1. Se gli animali parlassero e Pinocchio – 3:04
2. La punta dell'iceberg – 3:24
3. Tsunami – 3:11
4. Lettera al prossimo – 3:18
5. Giovani illuminati – 3:13
6. Non ancora – 4:11
7. Cerchi (live) – 4:37
8. Chiodo fisso – 2:59
9. Altrove – 3:09
10. Obiezione – 3:09
11. Emilia – 3:45
12. Pam – 3:51
13. Sette camicie – 2:44
14. Perfetto uniformato – 3:42
15. L'unico sveglio – 2:51

## Classifiche
| Classifica (2020) | Posizione massima |
| ----------------- | ----------------- |
| Italia            | 33                |